# Elisaldo Carlini
Elisaldo Luiz de Araújo Carlini (Ribeirão Preto, 9 de junho de 1930 — São Paulo, 16 de setembro de 2020) foi um médico, psicofarmacólogo, professor universitário e pesquisador brasileiro. É considerado referência mundial e um dos pioneiros nos estudos farmacológicos sobre o potencial terapêutico da cannabis e de outras substâncias psicotrópicas.

## Biografia
Elisaldo nasceu na cidade de Ribeirão Preto, em 1930. Era filho de Francisco Araújo Carlini e Ana Ferreira Goyos Carlini. Ainda na infância, mudou-se para Piraju, no norte do estado de São Paulo, onde cursou os estudos primários em uma escola rural com quase nenhum recurso. Aos 11 anos, mudou-se para São José do Rio Preto, onde termina o curso ginasial.
Aos 15 anos, mudou-se para a cidade de São Paulo, trabalhou no secretariado da multinacional de gases industriais White Martins como office boy, ao mesmo tempo em que frequentou o curso científico noturno na Escola Estadual Caetano de Campos. Em 1952, ingressou na então Escola Paulista de Medicina, da Universidade Federal de São Paulo (UNIFESP), formando-se em 1957. Já a partir do segundo ano de curso, fez faz estágio no Departamento de Bioquímica e Farmacologia, sendo orientado pelos professores José Ribeiro do Valle e José Leal Prado.

## Carreira
Em 1960, ganhou uma bolsa da Fundação Rockefeller e ingressou no Departamento de Bioquímica da Universidade Tulane, nos Estados Unidos. Carlini retornou ao Brasil em 1964, quando lecionou brevemente no Instituto Biológico de São Paulo. No começo de 1965, passa a chefiar a disciplina de Farmacologia da Faculdade de Ciências Médicas da Santa Casa de Misericórdia de São Paulo. Em 1970, retorna à Escola Paulista de Medicina com o título de Professor Adjunto, onde fundou o Departamento de Psicobiologia e chefiou a disciplina de Psicofarmacologia, até 1955, quando assumiu o cargo de Secretário Nacional de Vigilância Sanitária do Ministério da Saúde, onde permanece até março de 1997.
Em 1997, Elisaldo retornou à UNIFESP, onde funda  o Centro Brasileiro de Informações sobre Drogas Psicotrópicas (CEBRID), além de se dedicar a atividades de pesquisa e ensino para cursos de pós-graduação. Elisaldo tem cerca de 300 trabalhos científicos publicados, cerca de metade deles em revistas internacionais. Orientou 17 mestrados, 24 doutorados e participou de diversas bancas em concursos e defesas. Pesquisou plantas brasileiras com ação no sistema nervoso central e desenvolveu pesquisas sobre substâncias psicoativas, especialmente compostos derivados da maconha, como o canabidiol.
Elisaldo também foi condecorado duas vezes pela Presidência da República por seu trabalho científico pioneiro, foi presidente da Agência Nacional de Vigilância Sanitária (Anvisa) e membro do Conselho Econômico Social das Nações Unidas. Seu trabalho contribuiu para a criação do PL 399/2015, que traz a possibilidade de cultivo e produção de remédio à base de cannabis no Brasil, existindo um abaixo-assinado que solicita que a lei leve o nome de Lei Elisaldo Carlini, em sua homenagem.

## Morte
Elisaldo estava internado e morreu em 16 de setembro de 2020, em São Paulo, aos 90 anos, em decorrência de um câncer. Deixou a esposa, Solange Nappo, filhos e netos.